# Salm
Un salm (o psalm) era una poesia destinada a ser cantada. El mot prové del grec antic ψαλμoζ, de ψαλτήριον, instrument musical anomenat en català saltiri i que es feia servir, precisament, per a acompanyar el cant de poemes. Actualment el terme designa únicament uns certs poemes religiosos inclosos en la Bíblia, tant jueva com cristiana (Llibre dels Salms, Salms de Salomó). El saltiri o psalteri és el llibre que recull aquests poemes.